# Koh-e Baghak
Koh-e Baghak — góra położona w prowincji Bamian w Afganistanie. Jej szczyt znajduje się na wysokości 2099 m n.p.m., co pod tym względem czyni ją 920. w prowincji i 11 581. w kraju.